# Cykling vid olympiska sommarspelen 2008
Cykling under Olympiska sommarspelen 2008, hölls mellan 9 och 23 augusti 2008. Bancyklingen hölls i Laoshan Velodrome,  terrängcyklingen i Laoshan Mountain Bike Course, BMX-tävlingarna i Laoshan BMX Field och landsvägscyklingen följde Beijing Cycling Road Course. 

## Värt att notera
Tävlingarna dominerades till stor del av Storbritannien, som tog 14 medaljer varav 8 guld.. Det var första gången BMX var med på tävlingsprogrammet. Sverige tog två silvermedaljer, och hade inte tagit en medalj i cykling sedan olympiska sommarspelen 1988 i Seoul. Kuba tog sin första medalj (silver) någonsin, och likaså gjorde Argentina (guld).

## Resultat
18 olika grenar arrangerades och avgjordes i landsvägscykling, bancykling, terrängcykling/mountainbike och - för första gången - BMX.

### Medaljtabell
| Pl.    | Nation         | Guld | Silver | Brons | Totalt |
| ------ | -------------- | ---- | ------ | ----- | ------ |
| 1      | Storbritannien | 8    | 4      | 2     | 14     |
| 2      | Frankrike      | 2    | 3      | 1     | 6      |
| 3      | Spanien        | 2    | 1      | 1     | 4      |
| 4      | USA            | 1    | 1      | 3     | 5      |
| 5      | Schweiz        | 1    | 1      | 2     | 4      |
| 6      | Tyskland       | 1    | 1      | 1     | 3      |
| 7      | Argentina      | 1    | 0      | 0     | 1      |
| 8      | Lettland       | 1    | 0      | 0     | 1      |
| 9      | Nederländerna  | 1    | 0      | 0     | 1      |
| 10     | Sverige        | 0    | 2      | 0     | 2      |
| 11     | Nya Zeeland    | 0    | 1      | 1     | 2      |
| 12     | Australien     | 0    | 1      | 0     | 1      |
| 13     | Kuba           | 0    | 1      | 0     | 1      |
| 14     | Danmark        | 0    | 1      | 0     | 1      |
| 15     | Polen          | 0    | 1      | 0     | 1      |
| 16     | Ryssland       | 0    | 0      | 3     | 3      |
| 17     | Kina           | 0    | 0      | 1     | 1      |
| 18     | Italien        | 0    | 0      | 1     | 1      |
| 19     | Japan          | 0    | 0      | 1     | 1      |
| 20     | Ukraina        | 0    | 0      | 1     | 1      |
| Totalt | Totalt         | 18   | 18     | 18    | 54     |

## Medaljörer

### Landsvägscykling
| Event                           | Guld                        | Silver                     | Brons                       |
| Herrarnas linjelopp Detaljer... | Samuel Sánchez Spanien      | Fabian Cancellara Schweiz  | Aleksandr Kolobnev Ryssland |
| Damernas linjelopp Detaljer...  | Nicole Cooke Storbritannien | Emma Johansson Sverige     | Tatiana Guderzo Italien     |
| Herrarnas tempolopp Detaljer... | Fabian Cancellara Schweiz   | Gustav Larsson Sverige     | Levi Leipheimer USA         |
| Damernas tempolopp Detaljer...  | Kristin Armstrong USA       | Emma Pooley Storbritannien | Karin Thürig Schweiz        |

### Bancykling
| Event                                | Guld                                                                 | Silver                                                                                            | Brons                                                                         |
| Herrarnas förföljelse Detaljer...    | Bradley Wiggins Storbritannien                                       | Hayden Roulston Nya Zeeland                                                                       | Steven Burke Storbritannien                                                   |
| Damernas förföljelse Detaljer...     | Rebecca Romero Storbritannien                                        | Wendy Houvenaghel Storbritannien                                                                  | Lesja Kalitovska Ukraina                                                      |
| Herrarnas lagförföljelse Detaljer... | Storbritannien Ed Clancy Paul Manning Geraint Thomas Bradley Wiggins | Danmark Alex Rasmussen Michael Mørkøv Casper Jørgensen Jens-Erik Madsen Michael Færk Christensen* | Nya Zeeland Sam Bewley Jesse Sergent Hayden Roulston Marc Ryan Westley Gough* |
| Herrarnas sprint Detaljer...         | Chris Hoy Storbritannien                                             | Jason Kenny Storbritannien                                                                        | Mickaël Bourgain Frankrike                                                    |
| Damernas sprint Detaljer...          | Victoria Pendleton Storbritannien                                    | Anna Meares Australien                                                                            | Guo Shuang Kina                                                               |
| Herrarnas lagsprint Detaljer...      | Storbritannien Jamie Staff Jason Kenny Chris Hoy                     | Frankrike Grégory Baugé Kévin Sireau Arnaud Tournant                                              | Tyskland René Enders Maximillian Levy Stefan Nimke                            |
| Herrarnas poänglopp Detaljer...      | Joan Llaneras Spanien                                                | Roger Kluge Tyskland                                                                              | Chris Newton Storbritannien                                                   |
| Damernas poänglopp Detaljer...       | Marianne Vos Nederländerna                                           | Yoanka González Kuba                                                                              | Leire Olaberría Spanien                                                       |
| Herrarnas keirin Detaljer...         | Chris Hoy Storbritannien                                             | Ross Edgar Storbritannien                                                                         | Kiyofumi Nagai Japan                                                          |
| Herrarnas Madison Detaljer...        | Argentina Juan Esteban Curuchet Walter Fernando Perez                | Spanien Joan Llaneras Antonio Tauler                                                              | Ryssland Michail Ignatiev Alexei Markov                                       |

* Deltog endast i första omgången.

### Terrängcykling
| Event                             | Guld                     | Silver                           | Brons                     |
| Herrarnas terränglopp Detaljer... | Julien Absalon Frankrike | Jean-Christophe Péraud Frankrike | Nino Schurter Schweiz     |
| Damernas terränglopp Detaljer...  | Sabine Spitz Tyskland    | Maja Włoszczowska Polen          | Irina Kalentieva Ryssland |

### BMX
| Event                     | Guld                             | Silver                          | Brons              |
| Herrarnas BMX Detaljer... | Māris Štrombergs Lettland        | Mike Day USA                    | Donny Robinson USA |
| Damernas BMX Detaljer...  | Anne-Caroline Chausson Frankrike | Laëtitia Le Corguillé Frankrike | Jill Kintner USA   |